# Maciej Muzaj
Maciej Muzaj (Breslávia, 21 de maio de 1994) é um voleibolista indoor polonês que atua na posição de oposto.

## Carreira

### Clube
Muzaj começou jogando nas categorias de base do KS Gwardia Wrocław, clube de sua cidade natal. Conquistou o título do Campeonato Polonês da temporada 2013-14 pelo PGE Skra Bełchatów Em 2015 o oposto foi contrato pelo Jastrzębski Węgiel.
Em 2019 se transferiu para o voleibol russo para defender as cores do Gazprom-Ugra Surgut. Em 2020 foi disputar a fase dos playoffs pelo Sir Safety Conad Perugia. Com o clube italiano o oposto foi vice-campeão do torneio perdendo as finais por 3:1 na série "melhor de 5".
Em 2021 voltou a atuar no voleibol polonês após fechar contrato com o Asseco Resovia Rzeszów.

### Seleção
Muzaj jogou nas categorias de base da seleção polonesa de 2010 a 2013. Em 2014 foi convocado para jogar a Liga Europeia de 2014, onde termino na 7ª colocação. Conquistou a medalha de bronze na Liga das Nações de 2019 e no Campeonato Europeu de 2019. No mesmo ano foi vice-campeão na Copa do Mundo de 2019, vencendo 9 das 11 partidas disputadas.
Em 2021 conquistou o vice-campenato da terceira edição da Liga das Nações ao perder a final para a seleção brasileira por 3 sets a 1.

## Títulos por clubes
- Campeonato Polonês: 1

2013-14
- Supercopa Polonesa: 1

2014

## Clubes
| Clube                    | País    | De   | A     |
| ------------------------ | ------- | ---- | ----- |
| KS Gwardia Wrocław       | Polónia | 2010 | 2012  |
| PGE Skra Bełchatów       | Polónia | 2012 | 2015  |
| Jastrzębski Węgiel       | Polónia | 2015 | 2018  |
| Trefl Gdańsk             | Polónia | 2018 | 2019  |
| ONICO Warszawa           | Polónia | 2019 | 2019  |
| Gazprom-Ugra Surgut      | Rússia  | 2019 | 2020  |
| Ural Ufa                 | Rússia  | 2020 | 2021  |
| Sir Safety Conad Perugia | Itália  | 2021 | 2021  |
| Asseco Resovia Rzeszów   | Polónia | 2021 | atual |